# M103重戦車
M103重戦車（120mmGun Tank M103：120mm砲搭載戦車 M103）はアメリカ合衆国が開発した重戦車である。
正式な愛称はないが、日本では“ファイティングモンスター(Fighting Monster)”の名称でも呼ばれる。

## 概要
第二次世界大戦終結直後の1945年9月に行われたベルリン戦勝記念パレードに登場したソビエト連邦のIS-3に脅威を覚えたアメリカが、これに対抗しうる車両として開発したもので、開発中の重戦車であったT34重戦車の設計を元に1948年2月にはT43重戦車（Heavy Tank T43）として自動装填装置付き120mm砲を装備する重量58tの重戦車として開発が決定された。当初の要求仕様はその後修正され、1950年4月には装填手2名による手動装填式120mm砲を装備する重量56トンの重戦車として最終仕様が決定している。
アメリカ陸軍での戦車分類に変更に伴い、1950年11月には「120mm砲戦車 T43(120mmGun Tank T43)」と改名され、同年に勃発した朝鮮戦争への投入を最優先としてまず80両が発注された。その後、発注数は300両に増やされ、1951年6月には最初の試作車がテストに入った。
T43は仕様が最終的に決定した後もT48(後のM48)といった他の戦車の仕様を取り入れて設計変更が繰り返されており、生産車両は当初の試作車両とはやや異なった形で1953年から1954年にかけてT43E1として生産された。T43E1は試作車両が1953年から1954年にかけて朝鮮半島に送られて実地テストを受けたが、その結果多数の問題点が指摘され、1955年には配備の中止と生産車の予備兵器化が一旦は決定した。
しかし、既に300両近くを生産した車両を死蔵することには異論が多く、最終的には指摘された問題点を改修して制式化されることとなり、120mm砲戦車 M103(120mmGun Tank M103)として1956年4月に制式化された。
M103は西ドイツに駐留する独立戦車部隊に配備され、T43E1を改良したT43E2が開発された。陸軍はこれを「T43E1(M103)で充分」として採用しなかったものの、海兵隊が採用、1957年6月にM103A1として制式化され、海兵隊の3個戦車大隊に配備された。M103A1は後に海兵隊からリースされる形で1959年より陸軍にも装備された。
1962年には、アメリカ軍がM60戦車より装甲戦闘車両のエンジンのディーゼル化を進めたことに伴い、エンジンを換装した改修型が“M103A1E1”の名称で開発され、M103A2として制式化された。最終的には200両余りがA2仕様に改修されている。
M103は開発の遅れから朝鮮戦争への本格投入は間に合わず、その重量故にベトナム戦争にも投入されず、実戦を経験することはなかった。1960年代後半になると、本車の120mm砲と同等の攻撃力を持つM68 105mm砲を装備したM60及びM60A1主力戦車の配備が進み、重量過大で出力不足のために運用上の制約の多い本車の存在意義は減少し、陸軍戦車隊ではM60A1への置換えが進められた。海兵隊ではその後も運用されたが、1973年には海兵隊でも前線からの引き揚げが決定し、1974年には最後の車両が退役した。

## 構成
全体的なデザインはM47/M48及びM60といった戦後世代のアメリカ戦車に類似しており、部品の多くを共用している。砲塔は鋳造製で、120ミリ砲とその分離式の砲弾と装薬、2人の装填手を納めるために巨大なものとなった。なお、大型大重量の砲弾を装填する作業の都合上、砲塔内弾薬庫はターレットリング後方、砲塔後部バスルの前半部に配置されており、車長席は砲塔内弾薬庫の後方にある。
履帯とサスペンションは65トンもの重量を支えるために一部改良されていたが、当初はエンジンはM48と同じコンチネンタル社AV1790ガソリンエンジンを無改良で使用したため、パワー不足であった。

## 各型
T43E1
最初の生産車。1953-1954年に300輌(うち試作車6両)が生産された。
M103
制式配備車。1956年より74輌がT43E1より改修され配備された。
M103A1
M103を改修した車両。新型のT52ステレオ照準器とT33弾道コンピュータ他を搭載している。1954-1958年にT43E1より219輌(＋試作車2両)が改修された。
M103A1E1
M103A1のエンジンの換装と近代化改修を行った車両。1961年に2+1両が改修され、1962年には3両が追加されたが、この3両は「M103A2」として制式化された。
M103A2
M103A1E1の制式名称。M60A1戦車と同じコンチネンタル社製750馬力V型12気筒空冷ディーゼルエンジンAVDS-1790-2A、とGMC社製CD860-6Aトランスミッションの組み合わせに換装した。路上最大速度が34km/hから37km/hに、航続距離も130kmから470kmへと大幅に伸びている。1962-1968年に総計208輌が改造・再生産された。

## 派生型

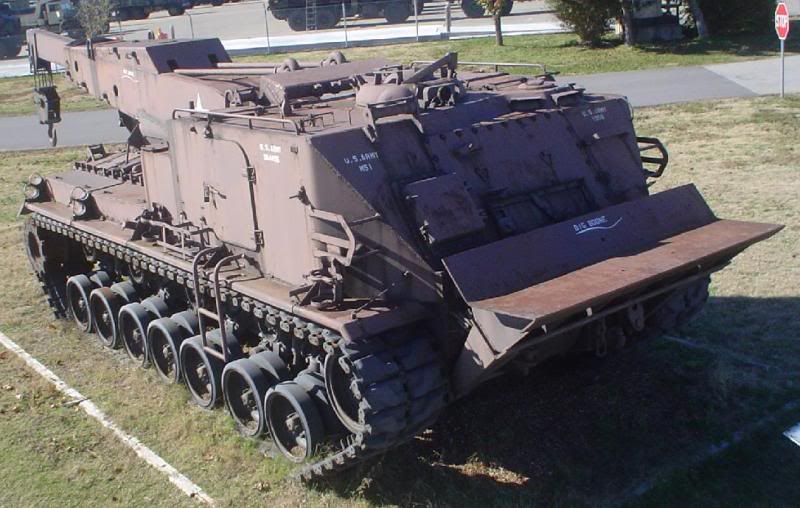
M51 戦車回収車

M51戦車回収車
M103の車体を利用して開発された戦車回収車。上部支持輪は6個から4個に減少している。重量55t、吊り上げ能力30t、牽引能力45t。
アメリカ海兵隊にのみ採用されたが、後に研究目的で中華民国に数輌が供与され、現在は中華民国陸軍集集営区内において1輌が展示されている。

## 使用国
アメリカ合衆国 -1974年までに全て退役。

## 登場作品
『War Thunder』
アメリカ重戦車ツリーにて開発可能。
『World of Tanks』
アメリカ重戦車M103として開発可能。
『トータル・タンク・シミュレーター』
米国の改超重戦車MIL M103として使用可能。
『征途』
M103そのものは直接的には登場しないが、作中では「M102重戦車」の名称で登場し、61式戦車の開発に当たって参考とされたことが述べられている。結果、作中の61式戦車は史実と異なり、戦闘重量50トン・120mm砲搭載という重戦車として完成した。